# Étienne Chatiliez
Étienne Chatiliez (* 17. Juni 1952 in Roubaix, Département Nord) ist ein französischer Filmregisseur und Drehbuchautor.
Nach einer Karriere als Werbefilmer wandte sich Chatiliez ab Ende der 1980er Jahre dem Spielfilm zu und feierte sein hochgelobtes Regiedebüt mit Das Leben ist ein langer, ruhiger Fluß. Die Sozialkomödie, die die Geschichte von zwei 12-jährigen Kindern erzählt, die bei ihrer Geburt vertauscht wurden und in der jeweils falschen Familie aufwachsen, war ein Kritiker- und Publikumserfolg und gewann vier Césars, darunter Chatiliez für das beste Erstlingswerk und das beste Drehbuch. Der Regiedebütant blieb der Komödie treu und inszenierte u. a. den preisgekrönten Film Das Glück liegt in der Wiese und Tanguy – Der Nesthocker, in denen jeweils Sabine Azéma die weibliche Hauptrolle bekleidete.

## Filmografie (Auswahl)
- 1987: Das Leben ist ein langer, ruhiger Fluß (La vie est un long fleuve tranquille)
- 1989: Tante Daniele (Tatie Danielle)
- 1995: Das Glück liegt in der Wiese (Le Bonheur est dans le pré)
- 2000: Scénario sur la drogue
- 2001: Tanguy – Der Nesthocker (Tanguy)
- 2004: La Confiance règne
- 2008: Agathe Cléry
- 2012: L’oncle Charles
- 2019: Tanguy, le retour